# Сілеа
Сілеа (італ. Silea, вен. Siłea) — муніципалітет в Італії, у регіоні Венето, провінція Тревізо.
Сілеа розташована на відстані близько 420 км на північ від Рима, 25 км на північ від Венеції, 4 км на схід від Тревізо.
Населення — 10 137 осіб (2014).
Щорічний фестиваль відбувається 29 вересня. Покровитель — S. Michele Arcangelo.

## Демографія
Населення за роками:

Станом на 1 січня 2023 року в муніципалітеті офіційно проживало 669 іноземців з 54 країн, серед них 189 громадян країн Євросоюзу та 25 громадян України.

## Сусідні муніципалітети
- Карбонера
- Казале-суль-Сіле
- Казієр
- Ронкаде
- Сан-Б'яджо-ді-Каллальта
- Тревізо